# Utopía Internacional
Utopía Internacional – trzeci studyjny album Belindy, jest nową wersją albumu Utopía. Został zrealizowany w Meksyku, Stanach Zjednoczonych, Anglii, Niemczech i innych krajach Europy. Wydany 7 grudnia 2007.
Dystrybucja EMI Music. Producentem płyty jest m.in. Greg Wells, producent hitu Apologize OneRepublic. Na albumie m.in. znajdują się piosenki z filmu Dziewczyny Cheetah 2.

## Lista utworów
- "Utopia"
- "If We Were" (esp.) "Ni Freud Ni Tu mama"
- "See A Little Light" (esp.) "Luz Sin Gravedad"
- "End of the Day" (esp.) "Bella Traicion"
- "Contigo o sin Ti"
- "Alguien mas"
- "Quien es Feliz?"
- "Takes One to Know One" (esp.) "Pudo Ser Tan Facil"
- "Noche Cool"
- "Amiga Soledad"
- "Good...Good"
- "Luz sin Gravedad"
- "Never Enough (ang)
- "Dance with Me" (piosenka z filmu Dziewczyny Cheetah 2 duet z Drew Seeleyem)

Utwory dodatkowe
- "Ni Freud Ni Tu Mama"
- "Bella Traicion"
- "Pudo ser tan facil"

## Włoska Edycja
Utwory z międzynarodowej edycji +
- "Why Wait" (piosenka z filmu Dziewczyny Cheetah 2)
- "Your Hero" duet z Finley, The

Single
- "If We Were" (esp.) "Ni Freud Ni Tu mama"
- "See A Little Light" (esp.) "Luz Sin Gravedad"

## Album
| Rok  | Tytuł | Pozycje | Pozycje | Pozycje | Pozycje | Sprzedaż                                 |
| Rok  | Tytuł | EUR     | ITA     | USA     | MEX     | Sprzedaż                                 |
| ---- | --- | ------- | ------- | ------- | ------- | ---------------------------------------- |
| 2008 | Utopía Internacional – Belinda - Współpraca przy tworzeniu albumu - Rok wydania – 2008: - Europa - Włochy - Stany Zjednoczone - Meksyk - Formaty: CD, Digital Download | 2       | 2       | 3       | 3       | - - Sprzedaż: ___,___+ - Certyfikat: ___ |

Single 
| 2008 | "If we were" | Utopía Internacional | 6 | 3 |
| 2008 | "Your Hero"  | Utopía Internacional | 1 | 2 |